# داين كوك

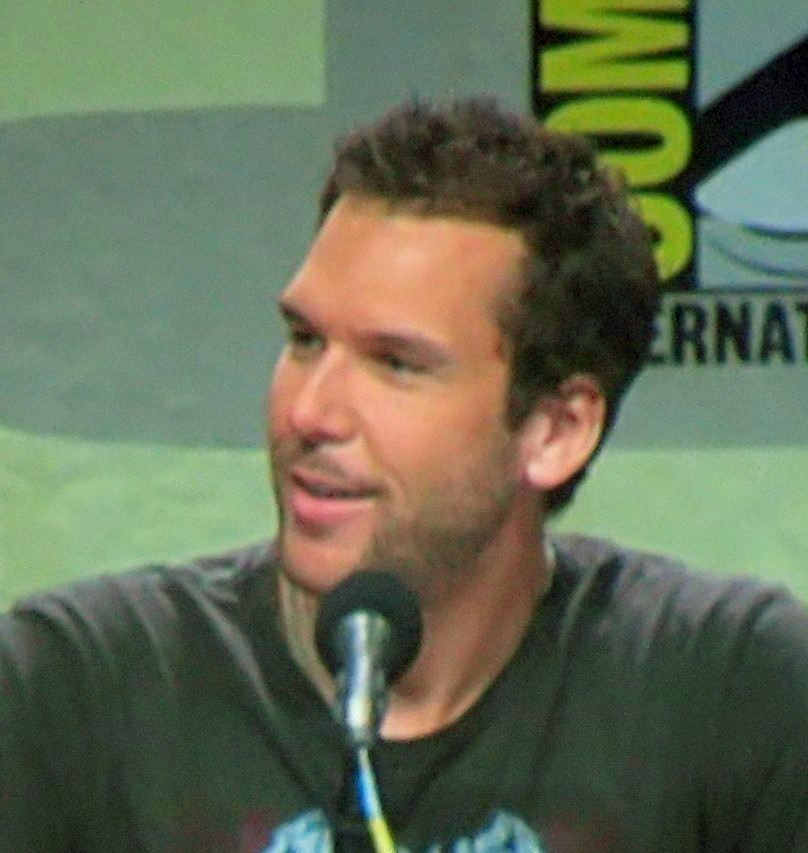

داين جيفرى كوك (ولد في 18 مارس 1972) هو مؤد أمريكي للمواقف الكوميدية وممثل أفلام. وأصدر خمسة ألبومات كوميديا : ضار إذا ما ابتلع ؛ الانتقام ؛ حلقة مفرغة ؛ التقريبية حول حواف :وكان أداء حي من ماديسون سكوير غاردن، وحادث منعزل. أصبح ألبوم انتقام من أعلى الالبومات خلال 28 عاما [3] وأحرزالبلاتينيوم مرتين. [4]أدى كوك عرضا خاصا لقناة إتش بي أو في خريف عام 2006، والحلقة المفرغة، على دي في دي خاص بعنوان التقريبية حول حواف (التي تم تضمينها في الألبوم الذي يحمل نفس الاسم)، والتي قام بها في العديد من مرات ظهوره على التلفزيون. [5]

## روابط خارجية
- داين كوك على موقع IMDb (الإنجليزية)
- داين كوك على موقع روتن توميتوز (الإنجليزية)
- داين كوك على موقع ألو سيني (الفرنسية)
- داين كوك على موقع ميوزك برينز (الإنجليزية)
- داين كوك على موقع أول موفي (الإنجليزية)
- داين كوك على موقع قاعدة بيانات الأفلام السويدية (السويدية)
- داين كوك على موقع إن إن دي بي (الإنجليزية)
- داين كوك على موقع ديسكوغز (الإنجليزية)
- داين كوك على موقع قاعدة بيانات الفيلم (الإنجليزية)
- داين كوك على موقع كينوبويسك (الروسية)